# 入船荘
入船荘（いりふねそう）は、佐賀県嬉野市嬉野温泉にある株式会社ホテルマネジメントが運営する旅館業を営む温泉旅館の名称。

## 概要
1954年（昭和29年）4月に温泉旅館の経営を目的に創業、同年5月8日に旅館を開業。1959年（昭和34年）2月に法人改組した。
1997年（平成9年）4月には約35億円をかけて2店舗目のホテル「華翠苑」をオープン、ピーク時には10億円を上回る年収入高を計上していた。
しかし、景気低迷で嬉野地区の集客力が低下したうえ、ホテル「華翠苑」の投資が負担となっていた。このため、2003年（平成15年）5月に入船荘を株式会社マール（肥前夢街道）と関連会社の有限会社ホテルマネジメントに売却した。
2009年（平成21年）12月1日に、民事再生法の適用を申請した株式会社入船荘とは、現在の入船荘と全く関係はない。

## アクセス
- 鉄道（JR九州駅からのアクセス）
  - 佐世保線 武雄温泉駅よりJR九州バスで約30分。
  - 佐世保線 佐世保駅から西肥バスで約1時間。
  - 長崎本線 肥前鹿島駅から祐徳バスで約30分。
  - 大村線 彼杵駅からJR九州バスで約25分。
- 高速バス
九州急行バスが運行する「九州号」を利用。温泉街（国道34号）を経由する便と長崎自動車道嬉野インターチェンジのみに停車する便とがある
  - 福岡市（博多バスターミナル・西鉄天神高速バスターミナル）から約2時間
  - 長崎市（長崎駅前）から約1時間
- 佐賀空港乗合タクシー
佐賀空港の開港にあわせ、地元タクシー会社が運行を開始。佐賀空港からの所要時間はおよそ1時間。

## 関連施設
- 肥前夢街道（株式会社マールとの関連会社）